# Castrelo de Miño
Castrelo de Miño là một đô thị trong tỉnh Ourense, thuộc vùng Galicia ở tây bắc Tây Ban Nha. Diện tích đô thị này là 39,74 km2. Dân số năm 2006 là 2036 người.

## Biến động dân số
| Biến động dân số của Castrelo de Miño - giai đoạn 1900 và 2004 -                                                                     |       |       |       |       |
| 1900 | 1930  | 1950  | 1981  | 2004  |
| 4.378 | 4.845 | 4.951 | 5.508 | 2.044 |
| Fuentes: INE e IGE (Los criterios de registro censal variaron entre 1900 y 2004, y los datos del INE y del IGE pueden no coincidir.) |       |       |       |       |